# Lilja Sigurðardóttir
Lilja Sigurðardóttir (ur. 1972 w Akranes) – islandzka pisarka oraz dramaturg. Z wykształcenia pedagog. Jej książki zostały przetłumaczone m.in. na angielski, czeski, duński, francuski, macedoński, norweski, polski.

## Życiorys
Ukończyła Menntaskólinn við Hamrahlíð w Reykjavíku. Po ukończeniu szkoły średniej studiowała w Anglii, a następnie ukończyła studia licencjackie na kierunku pedagogiki i edukacji na Uniwersytecie Islandzkim. Pracowała jako specjalistka ds. edukacji w zakresie oceny i kontroli jakości w przedszkolach oraz redagowała książki o tematyce przedszkolnej.
Rozpoczęła karierę literacką w 2008, kiedy to wysłała rękopis powieści do konkursu prowadzonego przez wydawnictwo Bjartur, którego celem było znalezienie islandzkiego Dana Browna. Dzięki udziałowi w konkursie udało jej się podpisać kontrakt na wydanie książki. Zadebiutowała wydaną w 2009 powieścią Spor (pol. Kroki), którą napisała w wolnym czasie. Rok później wydała powieść Fyrirgefning (pol. Przebaczenie). Po wydaniu drugiej książki zajęła się pisaniem sztuk teatralnych.
W 2015, po 5 latach przerwy, wydała swoją trzecią książkę Gildran (pol. Pułapka) nakładem największego islandzkiego wydawnictwa, Forlagið. Powieść była pierwszą z trylogii Reykjavík Noir i była określana jako kobiecy, seksowny kryminał noir. Rok później wydała kontynuację Netið (pol. Sieć), a w 2017 trzeci tom, zatytułowany Búrið (pol. Klatka). Trylogia osiągnęła międzynarodowy sukces. Prawa filmowe zostały sprzedane kalifornijskiemu studiu Palomar Pictures.
W roku 2018 premierę miała książka Svik (pol. Oszustwo), a w 2019 Helköld sól (pol. Zimno jak diabli).

## Twórczość

### Trylogia Reykjavík Noir
- Gildran (Reykjavík, Forlagið, 2015)
  - Pułapka (Białystok, Wydawnictwo Kobiece, 2018, tłum. Jacek Godek)
- Netið (Reykjavík, Forlagið, 2016)
  - Sieć (Białystok, Wydawnictwo Kobiece, 2019, tłum. Jacek Godek)
- Búrið (Reykjavík, Forlagið, 2017)
  - Klatka (Białystok, Wydawnictwo Kobiece, 2019, tłum. Jacek Godek)

### Samodzielne powieści
- Spor (Reykjavík, Bjartur, 2009)
- Fyrirgefning (Reykjavík, Bjartur, 2009)
- Svik (Reykjavík, Forlagið, 2018)
- Helköld sól (Reykjavík, Forlagið, 2019)